# ارلاو
ارلاو (به آلمانی: Erlau) یک شهر در آلمان است که در میتل‌زاکسن واقع شده‌است. ارلاو ۳٬۵۸۰ نفر جمعیت دارد.